# Futsal Rotterdam
Futsal Rotterdam was een zaalvoetbalvereniging uit de Nederlandse stad Rotterdam. van 2019 tot 2022 was deze club de zaalvoetbalafdeling van Feyenoord. De thuiswedstrijden worden gespeeld in het Topsportcentrum Rotterdam, tegenover De Kuip.

## Geschiedenis
Namen
2003-2018: TPP-Rotterdam
2018-2019: TPP-Rotterdam/Feyenoord Futsal
2019-2022: Feyenoord Futsal
2022-2024: Futsal Rotterdam

### TPP-Rotterdam
TPP-Rotterdam werd op 11 maart 2003 opgericht door vrienden die op het veld, en in de zaal, speelde bij de Rotterdamse voetbalvereniging HOV. Na verschillende gesprekken te hebben gehad met het toenmalige bestuur van HOV is besloten om zelf een zaalvoetbalvereniging te gaan oprichten met sporthal Schuttersveld(Rotterdam Crooswijk) als thuisbasis. Drijvende krachten van de startfase waren o.a. Micha waas, Rene van Gogh en Bram Ladage. Enkele spelers van het "eerste uur" waren Remco Riemersma, Guido Waas, Rene van Gogh, Michael Rodenrijs, Patrick Snijders en Erik Scholz. De eerste trainer van TPP Rotterdam was Micha Waas. Sinds de oprichting stootte het mannenteam in zeven jaar door van de regionale KNVB-competities naar de landelijke Eredivisie en werd Topsportcentrum Rotterdam de thuisbasis van de zaalvoetbalvereniging. In het eerste jaar van de eredivisie werd er gelijk gestreden om het landskampioenschap. In de finale werd helaas in twee ontmoetingen verloren van FC Eindhoven, maar met ongeveer 2000 supporters op de tribune een hoogtepunt in het bestaan van de club. Enkele spelers van dat team waren Charl Sait(speler/coach), Jamal el Ghanouti, Soufian Touzani, Bryan Pereira, Kenan Koseoglu, Fouas Afkir, Ufuk Akkanoglu, Ibrahim Marbah en Remy Baldew. In de jaren erna was TPP Rotterdam ook succesvol en heeft het verschillende keren de play offs gehaald voor het landskampioenschap en goede spelers voort gebracht, waaronder een aantal (jeugd)internationals. O.a. Koen van der Leeden, Karim Mossaoui, Lahcen Bouyouzan, Reginio Resida(Rarko), Amin Nyali hebben onderdeel uitgemaakt van TPP Rotterdam. TPP Rotterdam heeft in het verleden ook grote namen als trainer kunnen strikken. Enkele van de trainers zijn Anand Jagdewsing, Abduljabar Marbah en Max Tjaden. Laatstgenoemde is, direct na zijn dienstverband bij TPP Rotterdam, bondscoach geworden van het Nederlands zaalvoetbalteam.

### Feyenoord Futsal
In het voorjaar van 2018 maakte toenmalig algemeen directeur Jan de Jong van Feyenoord bekend een multisportclub te vormen, waarvan TPP-Rotterdam de zaalvoetbalafdeling van de club zou worden, en waartoe ook Feyenoord Basketbal en Handbal behoren. Na afloop van het seizoen 2021/22 besloot Feyenoord zich uit het zaalvoetbal terug te trekken. De vereniging bleef wel bestaan en komt uit onder de nieuwe naam Futsal Rotterdam. In april 2024 haalde de KNVB alle teams van Futsal Rotterdam uit de competitie, wegens betalingsachterstanden. Dit bleek het einde van de club, die hierop werd opgeheven.

## Teams

### Mannen 1
In het seizoen 2018/19 speelde het eerste mannenteam voor het eerst als TPP/Feyenoord Futsal in de Eredivisie.Vanaf het daaropvolgende seizoen, 2019/20, was TPP volledig onderdeel geworden van de multisportclub Feyenoord. De eredivisie van het seizoen 2019/20 en het daaropvolgende seizoen 2020/21 werden door de coronapandemie niet uitgespeeld. Het seizoen 2021/22 was daarmee het eerste volledige seizoen onder de naam 'Feyenoord Futsal'. Feyenoord eindigde in de eerste fase op de voorlaatste plaats en moest daardoor in de tweede fase in de degradatiegroep spelen. In de degradatiegroep werd Feyenoord wederom voorlaatste en degradeerde daarmee naar de Eerste divisie waarin het vanaf het seizoen 2022/23 speelt.

#### Erelijst
- 2003/04: Promotie naar Hoofdklasse
- 2005/06: Promotie naar 1e divisie; bekerfinalist KNVB beker West II
- 2007/08: 1e plaats T.I.F.E Christophe Brisset 2007 toernooi (Nantes/Frankrijk)
- 2008/09: 1e plaats "De Baas" toernooi Rotterdam, kampioen 1e Divisie, promotie naar Eredivisie
- 2009/10: 2e plaats Eredivisie B, promotie naar Topdivisie
- 2010/11: Vicekampioen van Nederland, halve finale KNVB beker
- 2011/12: Halve finale play-offs
- 2015/16: Halve finale play-offs

#### Competitieresultaten 2003–2023
| ? |

| ? |

| ? |

| ? |

| 1 |

| 2 B |

| 2 |

| ? |

| 6 |

| 9 |

| 6 |

| 3 |

| 9 |

| 6 |

| 9 |

| -- |

| -- |

| 15 |

| 7 |

| Eredivisie Topdivisie | Eerste divisie | Hoofdklasse |

In elke staaf van de grafiek staat van boven naar beneden vermeld: 
- Eindnotering

Dit is de positie die de club heeft bereikt in de competitie, zonder eventuele beslissings-, play-off- of nacompetitiewedstrijden die nodig zijn geweest om bijvoorbeeld de kampioen van de competitie te bepalen.
Indien een * achter het getal staat is de notering een tussenstand en kan het zijn dat de notering niet overeenkomt met de uiteindelijke eindstand van de competitie.
Staat er een - dan is het seizoen nog bezig en is er geen definitieve uitslag bekend.
Staat er xx op de positie van de notering, dan heeft de club vroegtijdig de competitie verlaten. Dit kan onder andere komen door terugtrekking van het team, faillissement van de club of door een uitgedeelde straf van de KNVB. In veel gevallen staat elders in het artikel de reden vermeld.
Staat er een ? dan is het resultaat uit het verleden onbekend, en is alleen de competitie of het niveau bekend van dat seizoen.
In de seizoenen 2019/20 en 2020/21 werd wegens de coronacrisis het amateurvoetbal afgebroken. Daardoor kennen deze staven geen eindklassering (middels -- weergegeven).
- Competitieniveau en afdelingsletter of Officiële eindstand Eredivisie
  - Competitieniveau en afdelingsletter

Hierbij geeft het getal het niveau weer, dat ook terug te vinden is in de legenda. De letter is de afdelingsaanduiding en wordt gebruikt wanneer er meer afdelingen zijn op hetzelfde niveau. De afdelingsletter is altijd een hoofdletter en wordt meestal zonder nummer gebruikt.
Voorbeeld: 2F is niveau 2e klasse competitie F.
Het competitieniveau en nummer wordt niet vermeld wanneer er slechts één competitie van dit niveau was.
  - Officiële eindstand Eredivisie (getal staat tussen haakjes vermeld)

Sinds de introductie van play-offwedstrijden voor Europees voetbal na afloop van de reguliere competitie in 2005/06, is de KNVB verplicht een eindstand van de Eredivisie door te geven aan de UEFA aan de hand van deze play-offwedstrijden.
Bij deze eindstand staan clubs die zich hebben gekwalificeerd voor Europees voetbal hoger dan clubs die zich niet wisten te kwalificeren. Indien er geen verschil was tussen de eindnotering en de officiële eindstand, staat dit getal niet vermeld.

- Onderafdeling

Hier staat afgekort de naam van de onderafdeling indien de club in dat jaar in een onderafdeling uitkwam. Tevens staat deze afkorting in de legenda en wordt gelinkt naar het artikel over deze onderafdeling. Deze afkorting wordt alleen vermeld wanneer de club in het verleden in verschillende onderafdelingen heeft gespeeld. Deze vermelding is in de staaf altijd in kleine letters. Deze onderafdelingen zijn na het seizoen 1995/96 afgeschaft. Heeft de club in slechts één onderafdeling gespeeld, dan is dit alleen terug te vinden in de legenda.
Onder de staaf staat het jaartal vermeld waarin het seizoen is afgesloten. 15 verwijst naar het seizoen 2014/15 of eventueel het seizoen 1914/15.
Wanneer een staaf leeg is, zijn deze gegevens niet bekend. Het kan ook zijn dat de club dat seizoen niet heeft meegespeeld op het hogere amateurniveau, vroegtijdig de competitie heeft verlaten of uit de competitie is gezet.

In het seizoen 1944/45 was er wegens de Tweede Wereldoorlog geen regulier competitievoetbal.

### Vrouwen 1
Het eerste vrouwenteam speelt sinds de start in de Eredivisie Vrouwen Zaalvoetbal, van 2011/12-2017/18 onder de vlag van VV Pernis, in 2018/19 als TPP Rotterdam, van 2019/20-2021/22 als Feyenoord Futsal en vanaf 2022/23 als Futsal Rotterdam.
In de seizoenen 2015/16 (vv Pernis) en 2017/18 (TPP Rotterdam) werd de landstitel behaald. In september 2019 werd met de supercup de eerste prijs als Feyenoord Futsal gewonnen door bekerwinnaar Drs. Vijfje met 1-0 te verslaan. Na twee niet uitgespeelde seizoenen haalde het vrouwenteam in het seizoen 2021/22 de halve finale van de play offs om de landstitel, waarin Drs. Vijfje over twee wedstrijden te sterk was.
In april 2024 werd het vrouwenteam voortijdig uit de competitie gehaald door de KNVB, daarmee eindigde de periode in de eredivisie voor dit team en niet veel later werd de hele vereniging opgeheven.

#### Erelijst
- Kampioen Eredivisie: 2016 (als vv Pernis), 2019 (als TPP-Rotterdam)
- Supercup: 2019 (als Feyenoord Futsal)

#### Competitieresultaten 2018–2023
| 1 |

| -- |

| -- |

| 4 |

| 8 |

| Eredivisie Topdivisie | Eerste divisie | Hoofdklasse |

In elke staaf van de grafiek staat van boven naar beneden vermeld: 
- Eindnotering

Dit is de positie die de club heeft bereikt in de competitie, zonder eventuele beslissings-, play-off- of nacompetitiewedstrijden die nodig zijn geweest om bijvoorbeeld de kampioen van de competitie te bepalen.
Indien een * achter het getal staat is de notering een tussenstand en kan het zijn dat de notering niet overeenkomt met de uiteindelijke eindstand van de competitie.
Staat er een - dan is het seizoen nog bezig en is er geen definitieve uitslag bekend.
Staat er xx op de positie van de notering, dan heeft de club vroegtijdig de competitie verlaten. Dit kan onder andere komen door terugtrekking van het team, faillissement van de club of door een uitgedeelde straf van de KNVB. In veel gevallen staat elders in het artikel de reden vermeld.
Staat er een ? dan is het resultaat uit het verleden onbekend, en is alleen de competitie of het niveau bekend van dat seizoen.
In de seizoenen 2019/20 en 2020/21 werd wegens de coronacrisis het amateurvoetbal afgebroken. Daardoor kennen deze staven geen eindklassering (middels -- weergegeven).
- Competitieniveau en afdelingsletter of Officiële eindstand Eredivisie
  - Competitieniveau en afdelingsletter

Hierbij geeft het getal het niveau weer, dat ook terug te vinden is in de legenda. De letter is de afdelingsaanduiding en wordt gebruikt wanneer er meer afdelingen zijn op hetzelfde niveau. De afdelingsletter is altijd een hoofdletter en wordt meestal zonder nummer gebruikt.
Voorbeeld: 2F is niveau 2e klasse competitie F.
Het competitieniveau en nummer wordt niet vermeld wanneer er slechts één competitie van dit niveau was.
  - Officiële eindstand Eredivisie (getal staat tussen haakjes vermeld)

Sinds de introductie van play-offwedstrijden voor Europees voetbal na afloop van de reguliere competitie in 2005/06, is de KNVB verplicht een eindstand van de Eredivisie door te geven aan de UEFA aan de hand van deze play-offwedstrijden.
Bij deze eindstand staan clubs die zich hebben gekwalificeerd voor Europees voetbal hoger dan clubs die zich niet wisten te kwalificeren. Indien er geen verschil was tussen de eindnotering en de officiële eindstand, staat dit getal niet vermeld.

- Onderafdeling

Hier staat afgekort de naam van de onderafdeling indien de club in dat jaar in een onderafdeling uitkwam. Tevens staat deze afkorting in de legenda en wordt gelinkt naar het artikel over deze onderafdeling. Deze afkorting wordt alleen vermeld wanneer de club in het verleden in verschillende onderafdelingen heeft gespeeld. Deze vermelding is in de staaf altijd in kleine letters. Deze onderafdelingen zijn na het seizoen 1995/96 afgeschaft. Heeft de club in slechts één onderafdeling gespeeld, dan is dit alleen terug te vinden in de legenda.
Onder de staaf staat het jaartal vermeld waarin het seizoen is afgesloten. 15 verwijst naar het seizoen 2014/15 of eventueel het seizoen 1914/15.
Wanneer een staaf leeg is, zijn deze gegevens niet bekend. Het kan ook zijn dat de club dat seizoen niet heeft meegespeeld op het hogere amateurniveau, vroegtijdig de competitie heeft verlaten of uit de competitie is gezet.

In het seizoen 1944/45 was er wegens de Tweede Wereldoorlog geen regulier competitievoetbal.

## Bekende (oud-)spelers
Hieronder een overzicht met bekende (oud-)spelers die in competitieverband voor de club zijn uitgekomen.